# Скіфія

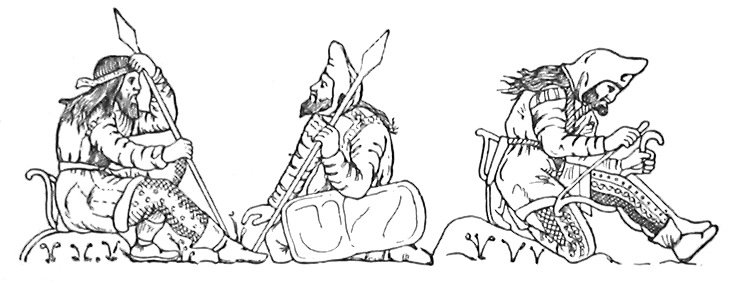
Скіфські воїни на електрумовій чаші з кургану Куль-Оба

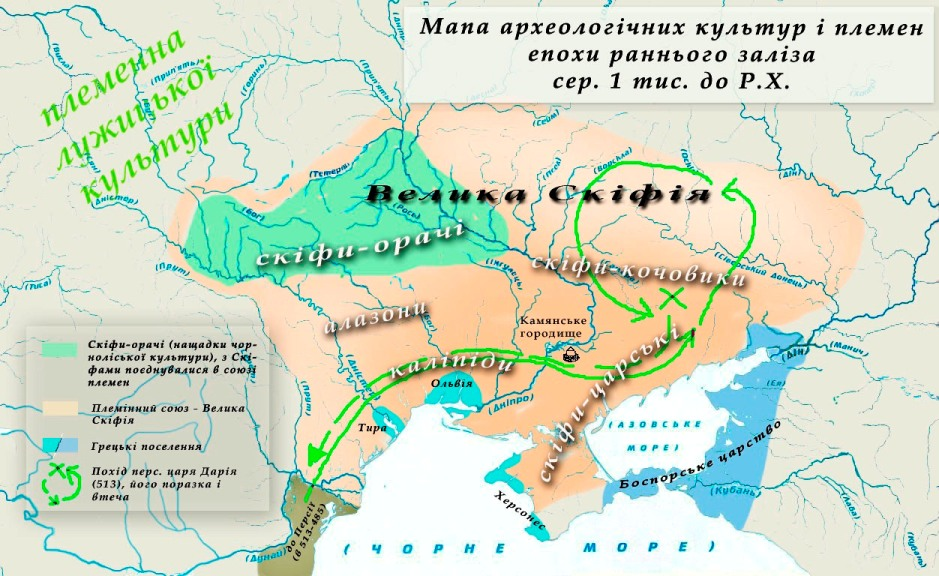
MapU 5

Увага:  Не вказане значення "common_name"

 Увага: Не вказане значення "continent"
Скі́фія, або Ски́тія (дав.-гр. Σκυθία, лат. Scythia) — назва декількох етнополітичних об'єднань, очолюваних безпосередньо кочовиками скіфами-сколотами в різні часи на різних територіях від Нижнього Подунав'я до Закавказзя, згодом розповсюджена на території та етноси, які не мали жодного відношення власне до скіфів-сколотів (як приклад — Скіфія Азійська, про яку повідомляють джерела часів еллінізму та імперії тощо).
Отже, наразі відомі такі державні утворення, очолювані скіфами:
1. — країна Ішкуза ассирійських та вавилонських джерел;
2. — Сакасена класичного та античного періоду (у складі Мідії та Персії);
3. — Скіфія Причорноморська;
4. — Мала Скіфія у Криму (Тавроскіфія);
5. — Мала Скіфія у Добруджі.

Також окремо можна відзначити:
- Тираспольська група (ІІІ ст. до н. е. — ІІ ст. до н. е.). — осередок пізньоскіфської культури у пониззі Дністра, де панівною MapU 5верствою були сармати.

## Історія Причорноморської Скіфії (585—260рр. до н.е.)

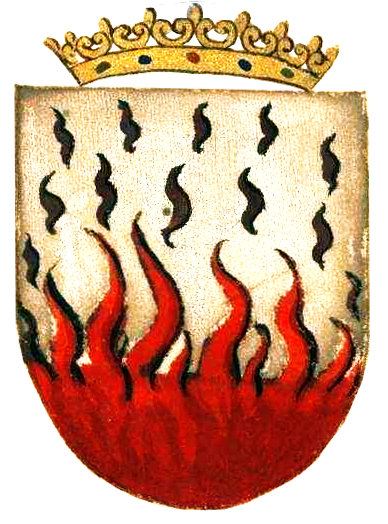
Уявний герб Скіфії («Thesouro de Nobreza», 1675)

У першій чверті VI століття до н. е., після закінчення Закавказьких походів, скіфи мігрували до Пн. Причорномор'я, підкоривши чи знищивши тубільні кочові та осілі групи, чому є підтвердження як у повідомлені Геродота (Історія, IV, 1-4), так і в пам'ятках археології.
Ймовірно, що до Пн. Причорномор'я було перенесено політичний центр Скіфії, але влада її династів ще тривалий час поширювалася і на деякі з синдо-меотських племен (Ксенофонт, «Спогади про Сократа», ІІ, 1, 10; Геродот, Історія, IV, 28). Лише у першій половині IV ст. синдо-меотські племена поступово (безумовно не без узгоджень з династами скіфів) підпорядковувались Спартокідам, про що свідчать дані епіграфіки (CIRB 6, CIRB 6а, CIRB 9, CIRB 972, CIRB 1015, CIRB 25 тощо).
У Пн. Причорномор'ї скіфи утворили об'єднання, яке, за найбільш аргументованою думкою, мало тричленний адміністративний поділ, який був притаманний державним об'єднанням кочовиків (орда) і пізнішого часу. 
| «Тричленний поділ Скіфії... був вираженням на соціально-політичному рівні ідеальної тричленної моделі світу, характерної для скіфської культури. В умовах тричленного адміністративного розподілу Скіфії відповідні структурні підрозділи скіфської орди (два "крила" та "центр") мали, ймовірно, відповідну територію та керувалися найближчими родичами царя, які також були "царями". Не дивно, що ці структурні одиниці сприймалися Геродотом як відносно незалежні царства-басилеї, що, безумовно, й було видображено при опису скіфського плану війни з Дарієм.»[6] |
До складу кожної з трьох частин орди, в свою чергу «…входили провінції (грец. αρχή) — спочатку, мабуть, племінні об'єднання, які, в свою чергу, складалися з окремих округів (грец. νομός)… Швидше за все вони існували у тих племінних угруповань, які, формально чи фактично, увійшли до складу Скіфського царства, але зберігали значну внутрішню автономію і частково свою колишню соціальну організацію. Племена, принаймні у кочівників, складалися з родових підрозділів, ймовірно мали багатоступеневу структуру. Останні, в свою чергу, складалися з сімейно-родинних груп також, ймовірно, різних таксономічних рівнів.» Ймовірно, що такий, чи, принаймні, близький до запропонованого, був соціальний устрій скіфської орди.
Існує думка, що єдиного скіфського об'єднання не існувало, що територія Скіфії була поділена на декілька ворогуючих між собою племен чи груп племен. Спочатку головним аргументом прихильників цієї тези були вирване з контексту повідомлення Страбона «більшістю варварів у цій частині світу керував Атей» та відповідне повідомлення Фукідіда: « …немає народу, який сам на одинці міг би встояти проти скіфів, коли б вони були єдині…» (Історія, ІІ, 97), на тенденційність якого не раз зверталася увага.Показовим є таке:
| «… досі степовий світ методологічно розглядався перебуваючим на одному з щаблів первісних суспільних відносин та не сприймався істориками й археологами як система своєрідних ранньодержавних утворень, відмінних за своїм базисом, суспільною структурою та культурними цінностями від перського та грецького світу. Вірніше буде сказати, що в V—III ст. до н. е. світ характеризувався трьома основними політичними силами: Перська держава, елінський світ та скіфо-сибірський світ.»[11] |
Наразі теза про неспроможність скіфів утворити єдине об'єднання і незалежність полісів від скіфських династів здебільшого постулюється дослідниками елліністичних центрів і є звичайним небажанням сприймати історичні реалії того часу. Фактично не існує жодних підтверджень щодо будь-яких кризових явищ чи одночасного існування декількох незалежних «царств» у Європейській Скіфії до 270—260 рр. до н. е. Саме цим часом датована економічна та політична криза у Пн. Причорномор'ї, яка на пряму пов'язана з савромато-скіфською війною, що поклала край існуванню Причорноморської Скіфії.
Наведена вище ремарка Фукідіда стає більш зрозумілою, якщо провести аналіз династичних конфліктів чи суперечок у правлячому домі скіфів. Отже:
- бл. сер. VI ст. до н. е. — Савлій вбиває Анахарсіса/Анахурса;
- бл. 515 р. до н. е. — Іданфірс/Ідантур ув'язнює Марсагета;
- бл. 447 р. до н. е. — Октамасад вбиває Скіла.

Тобто за близько 100 років історії ми маємо повідомлення щодо трьох суперечностей серед пануючого скіфського роду.
Про криваві суперечки між скіфами (навіть родичами) стисло, але красномовно пише й Геродот.

Наразі дуже поширена теза, що найбільшого свого розквіту Європейська Скіфія досягла за династа Атея, яка базується на зовнішньополітичній активності саме цього династа (взаємини з Гераклеєю Понтійською, Візантієм, участь у розподілі територій занепавшого Одриського царства) та на археологічних пам'ятках (переважна кількість «царських» курганів та велике Кам'янське городище датовані саме IV ст. до н. е). Але саме ці археологічні дані можуть бути підставою і для інших висновків — майнова диференсація скіфського суспільства набирала загрозливих форм, велика кількість зубожілих кочовиків була вимушена осідати на землю. Якщо у VII—V ст.ст. до н. е. скіфи були «народом-військом», то тепер основу Скіфії — її степи-пасовища не було кому захищати (доцільно згадати назву нижчого соціального щабля вільних скіфів у Лукіана — грец. "οι όκτάποδες" — «восьминогі» — володарі підводи та двох волів).
Цілком ймовірно, що з часу Закавказьких походів у скіфів панувала одна династія, але, наразі не вистачає джерел для остаточного вирішення цього питання. Власне Геродот перераховує п'ять поколінь династів щодо подій між започаткуванням Північно-Чорноморської Скіфії та навалою Дарія (Історія, IV, 76): Іданфірс, Савлій, Гнур, Лік і Спаргапейт. Окрім того він досить детально описав перебіг подій у скіфському «царському» домі у другій третині V ст. до н. е. (Історія, IV, 78-80). З пізніх джерел (Страбон, Діодор) відомі імена скіфських династів IV ст. до н. е.

## Скіфо-перська війна.

Похід Дарія на скіфів
Похід флоту іонян
Маршрут Дарія I
Зворотний шлях Дарія I

## Скіфія за Геродотом
Скіфія за Геродотом була в вигляді чотирикутника з однаковою шириною і довжиною. З заходу кордон Скіфії йшов по ріці Істр (Дунай), а зі сходу по ріці Танаїс (Нижній Дон та Сіверський Донець). Борисфен (Ольвії) був розташований посередині скіфської землі. На схід від Дніпра мешкали каліпіди (скіфо-еліни), вище них алазони (східне Поділля), вище алазонів скіфи-орачі (західне Поділля), на схід від Дніпра, на півдні в Гілеї мешкали скіфи-землероби, біля Богу жили бористеніти, як їх еліни називали, вони самі себе називали ольвіополітами. Скіфи-землероби жили до p. Пантікапи, а за нею жили скіфи-кочовики до ріки Геррос. Від Герроса йшла земля царських скіфів — Геродот вказує на три скіфських царства, з яких царство царських скіфів було найбільшим. Скіфських царів ховали в землі Геррос. Савромати розмовляли скіфською, але їх Геродот до скіфів не відносить. Скіфи поклонялись богові війни. При витоку Дністра проходить кордон між неврами та скіфами, при витоку Дністра жили еліни, яких називали — тирити. Річка Бог (Південний Буг) має витік в землі скіфів. Гірке джерело, якого витікає річка, що вливається в Бог через п'ять днів подорожі і за чотири дні подорожі до моря, називається по-скіфськи Екзампай — святий шлях. При цьому джерелі знаходиться кордон між скифами-землеробами та алазонами. Від Дунаю до міста Каркінітіс — стара скіфська земля.

## Скіфо-перська війна.[23]
Між 515—512 рр. до н. е.(щодо датування походу є два свідчення, перше — Tabula Capitolina вказує на 512 р.до н. е., пізньовавилонські пророцтва називають 515 р. до н. е. роком вторгнення персів до Європи) Дарій Гістасп, перський цар, зібравши неймовірне на той час військо (за різними підрахунками 60-100 тис.) розпочав грандіозну військову кампанію по замиренню чи підкоренню кочовиків північного кордону Персії. Підкорення кочовиків Дарій вирішив провести з заходу на схід — спочатку підкоривши найзахідніше кочове об'єднання — і, пересуваючись далі на схід, підкорювати інші народи до кордону Персії. Уся кампанія була ретельно спланованою акцією, з залученням інформаторів-еллінів, попереднім проведенням сатрапом Аріарамном морської розвідувальної експедиції, під час якої персами було захоплено брата царя скіфів Іданфірса Марсагета, увязненого за наказом скіфського царя. Саме захоплення опального брата царя свідчать про можливе протистояння у скіфському правлячому домі, й показують рівень проінформованності персів щодо ситуації у Скіфії. Додатково має місце припущення, що внаслідок названої кризи у скіфо-сколотському правлячому домі Дарієм І було сплановано акцію, подібну до описаного у Бехістунському написі походу на саків-тіґрахауда, а саме:
| «… я вщент розбив одну частину саків, а іншу полонив… Ватажка їх, на ім'я Скунха, полонили та привели до мене. Тоді я іншого зробив ватажком, на власне бажання. Після цього країна стала моєю».[25] |
Скіфи, очолювані династом Іданфірсом, розуміючи неможливість своєї перемоги у відкритому двобої, перейшли до «…стратегічного відступу для зміни співвідношення сил на свою користь.»
Наразі можна припустити, що військо Дарія дійшло до земель царських скіфів, де почало розбудовувати укріплення. Не дочекавшись відкритої битви, Дарій повів військо до Лісостепу, ймовірно бажаючи захопити зимівники царських скіфів. Знайшовши один з покинутих зимівників військо персів повернулося до степу. Розуміючи неможливість подальшого походу на схід без «замирення» скіфів, знаходячись під постійною загрозою повної деморалізації та знищення його армії кочовиками, Дарій був вимушений залишити частину війська в Скіфії (можливо на недобудованих укріпленнях у Приазов'ї), а з основною частиною повернутися до дунайської переправи. Цей невдалий похід Дарія — наймасштабніша з відомих на сьогодення військових акцій персів.
| «Навала перського царя Дарія на скіфів справила на греків незабутнє враження і надовго закріпила за скіфами репутацію непереможного войовничого народу. Поразка в Скіфії виявилася першою великою невдачею в низці загарбницьких війн персів…»[27] |

## Скіфо-Боспорські взаємини
Наразі немає жодних свідчень щодо скіфо-боспорських відносин до IV ст. до н. е., але неможливо ігнорувати таке:
- утворення Боспорської симмархії під приводом Археонактидів у 480 р. до н. е. збігається у часі зі змінами у ольвіо-скіфських взаєминах;[28]
- затвердження на Боспорі фракійської династії Спартокідів у 438 р до н. е. ймовірно відбувалося за часів панування у скіфів династа Октамасада, який, як відомо, був родичем одриських династів по матері, та збігається в часі з послабленням скіфського впливу на Ольвіополіс;[28]
- за Спартокідів Боспор стає головним постачальником збіжжя до Еллади, хоча ще за часів Геродота цю функцію, найімовірніше, виконувала Ольвія (що, можливо, і пояснює повне ігнорування Геродотом Боспорської сіммархії);
- за Спартокідів присутність скіфів на Боспорі підтверджується археологічно, а особливі стосунки Спартокідів зі скіфами й в епіграфічних джерелах (Полієн, Стратегеми, VI, 9, 4; Діодор, Бібліотека, XX, 22-24).[29]

Враховуючи наведене можливо припустити наступне. Під тиском скіфської орди поліси сх. Криму об'єднуються у симмархію під приводом Археонактидів. У 438 р.до н. е. влада на Боспорі переходить до Спартока, ймовірно представника династії одрисів, а значить і родича скіфського династа Октамасада, можливо Спарток отримав владу за прямої чи опосередкованої допомоги скіфів. З початком ери Спартокідів скіфо-боспорські відносини стають союзними. Скіфи активно допомагають Боспору у його війнах з Гераклеєю Понтійською за Феодосію у першій пол. IV ст. до н. е., поступово передають Боспору владу над різними племенами меотів, які ще донедавна були «… їм підвладні…» (Ксенофонт, «Спогади про Сократа», ІІ, 1, 1; Геродот, Історія, IV, 28), роблять Боспор своїм головним торговельним партнером. Існує лише одна письмова згадка про скіфо-боспорський конфлікт (Демосфен, XXXIV. «Проти Форміона о позиці»), який відбувся до/близько 328 р. до н. е. який, до речі, не відображенио археологічно, що може свідчити про його швидкоплинність та певну умовність. Причиною цього конфлікту могла бути навала Зопіріона у 331 р. до н. е. (Юстин, XII, 2, 16; XXXVII, 3, 1), й ймовірні наміри скіфів вдертися до незахищеної Македонії (Арріан, Олекс., IV, 15) тощо. Надалі, навіть після сарматської навали на терена Скіфії, відносини між скіфами та Боспором залишалися традиційно дружніми до смерті останнього Спартокіда Перісада V.

## Скіфо-македонські відносини
Після смерті у 358 р.до н. е. царя Котіса одрисське царство було фактично розподілене між його сусідами. В процесі цього розподілу на початковому етапі були укладені певні домовленості між Філіпом Македонським та скіфським царем Атеєм, які, врешті решт, закінчилися війною 339 р. до н. е., у якій скіфи «були переможені хитрістю Пилипа …»(ЮСТИН. Епітома твору Помпея Трога «Історія Пилипа», IX, 2-3)
Наступним етапом скіфо-македонських відносин був похід Зопіріона та терена Скіфії у 331 р. до н. е., який закінчився тотальною поразкою та повним знищенням скіфами 30-и тисячного війська македонян чи під час, чи після невдалої облоги Ольвіополісу (Just. XXXVII. 3, 2).
Слід зауважити, що наявність у скіфському суспільстві інституту кровної помсти робить дуже ймовірним припущення щодо поховання у кургані Огуз саме того династа скіфів, який знищив військо Зопіріона, можливо навіть припущення, що саме ця перемога призвела до ненайчастішого успадкування не сином, а братом до/близько 323 р. до н. е., та існування ще одного близького за часом та розмірами поховання — кургану Чортомлик. Безумовно, знищення непереможної македонської армії мало сприйматися тогочасними скіфами не тільки як визначна перемога, за своїм значенням не менша, ніж перемога над Дарієм, а ще як виконання св'ященного акту помсти нащадків Атея за смерть батька, й, відповідно, вимагало особливого вшанування царів-переможців.
Черговий етап скіфо-македонських взаємин, відображений у Арріана (IV.1; IV.15), є найбільш суперечливим. Отже, Арріан робить декілька повідомлень щодо посольств європейських скіфів у 328 р. до н. е. до Олександра спочатку у Середню Азію, згодом до Вавилону у 323 р. до н. е. Наразі превалює думка, що Арріан плутав європейських скіфів з різними кочовиками Азії, і ця плутанина виникала з хибних уявлень тогочасної географії (плутанина щодо двох річок — Танаїсу, що розмежовує Європу та Азію, та Танаїсу у Середній Азії). Але Арріан окремо звертає увагу на те, що є дві ріки Танаїс: «ІІІ. 30. (7) …Витоки цього Танаїса, який місцеві варвари називають ще, за словами Арістобула, Орксантом, знаходяться теж на горі Кавказ; впадає і ця річка в гирканське море. (8) Повинен бути ще інший Танаїс, про який історик Геродот пише, що це восьма річка у скіфів: вона випливає з великого озера, а впадає в озеро ще більше; називається воно Меотійським. Деякі кажуть, що цей Танаїс є кордоном між Європою та Азією; (9) на їхню думку, Меотійське озеро виходить із глибини Евксінского моря, і в це озеро і впадає Танаїс, що розділяє Азію та Європу …». Курцій Руф, описуючи ці події пише прямо:«… приїхав до нього Берда, посланий ним свого часу до скіфів, які живуть за Боспором. Він прибув з послами цього народу …».
Поразка Зопіріона й знищення 30-тисячної армії скіфами залишило Македонію беззахистною. Й припущення, що Олександр повністю проігнорував цей факт, — щонайменше дивні. Активна ж дипломатична діяльність у цьому напрямку цілком логічна. В разі скіфської навали на Македонію, всі здобутки Олександра у Середній Азії було б втрачено (щодо припущення такої можливості — наказ від Олександра Пенді/Берді щоби скіфи «…не переходили межу своєї країни — річку Танаїс.» наймовірніше стосується не Танаїсу, а саме Дунаю). Отже, для повної впевненості у небажанні скіфів вести війну з Македонією було відправлено посланця й, можливо, спровоковано антискіфський демарш Перісада І у проміжку 330—328 рр. до н. е.(Демосфен, XXXIV. «Проти Форміона о позиці»)
Цьому не протирічать й висновки археологів.

| «Аналіз імпортного бронзового та срібного посуду зі скіфських курганів другої половини VI — початку III ст. до н. е. підтверджують висловлені раніше гіпотези щодо скіфо-македонських взаємин, які мали місце … за часів панування в Македонії Пилипа II та Атея — у Скіфії, … відомі свідоцтва щодо скіфських посольств до Олександра 329/8 та 323 р. до н. е. … Є підстави для припущень, що стосунки між Македонією та Скіфією мали продовження й в останні два десятиріччя IV ст. до н.е…»[40] |
Останньою відомою подією у скіфо-македонських відносинах була спроба скіфів повернути під контроль поліси Добруджи у 313 р. до н. е., яка закінчилася поразкою від Лісімаха під Калатісом після зради фракійців (Діодор, Бібліотека (ΒΙΒΛΙΟΘΗΚΗ), XIX). З того часу відомостей про будь-які відносини Скіфії та Македонії немає.

## Савромато-скіфська війна. Занепад Європейської Скіфії

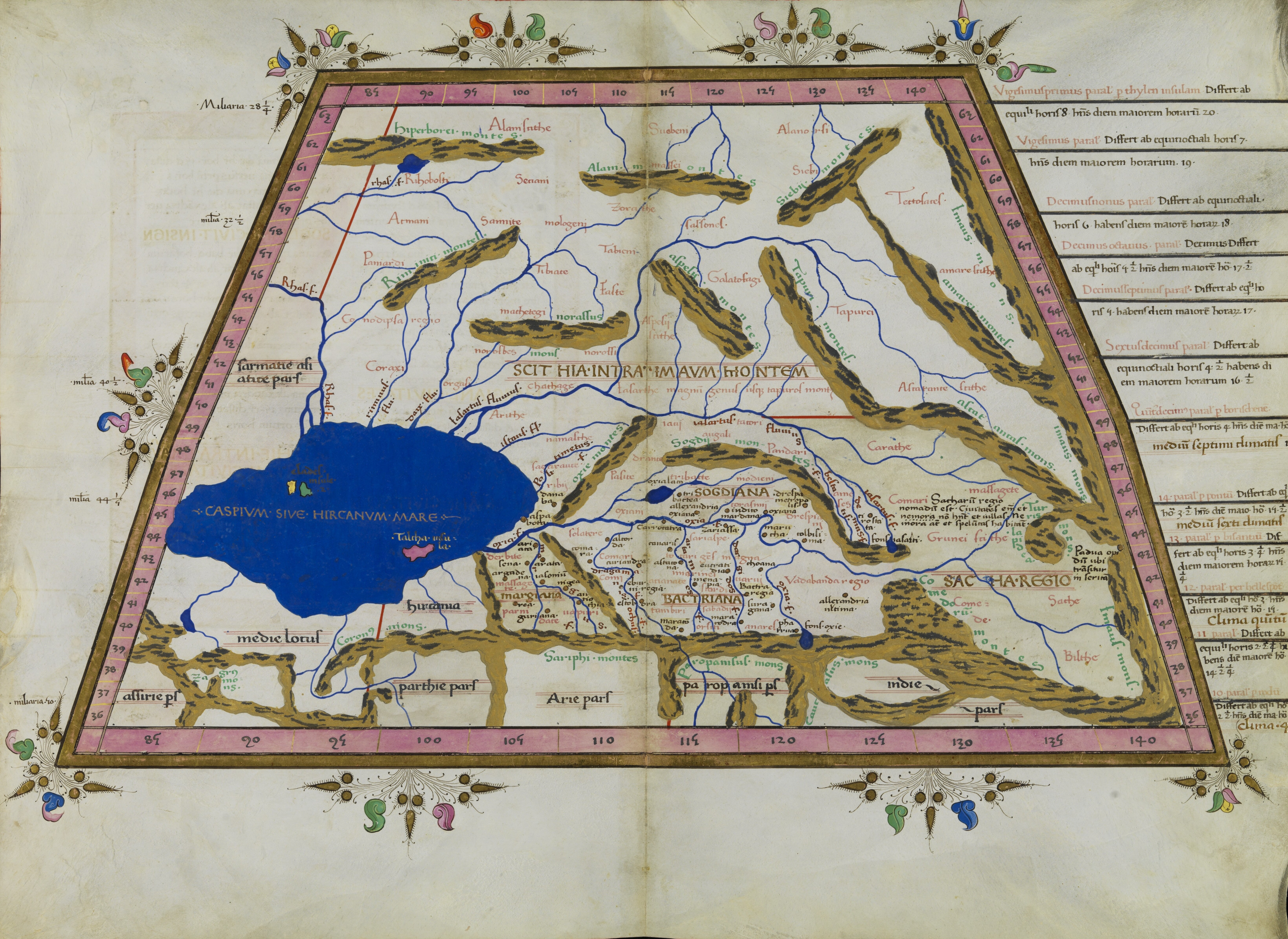
Ніколаус Германус. Азійська Скитія за Птолемеем, 1467

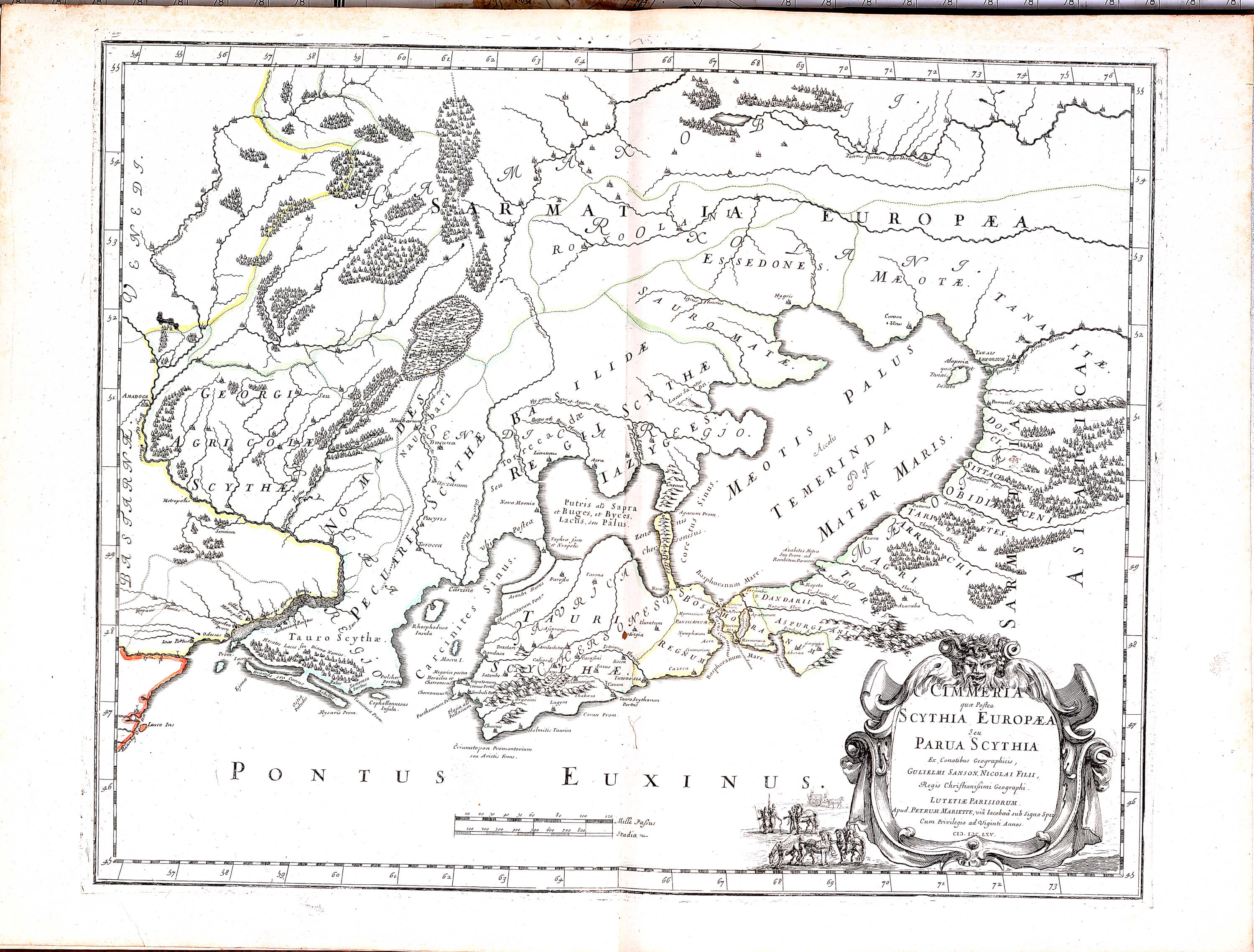
Нікола Сансон. Скитія. 1651

Близько сер. IV ст.до н. е. на р. Дон та у Н. Поволжі з'являються нові групи савроматів — мігрантів зі сходу, що вплинуло і на політичну ситуацію у регіоні.
| «Відомі на сьогодення найпізніші пам'ятки традиційного для причорноморських скіфів типу датовано не пізніше межі IV—III ст.ст. до н. е. або першими десятиліттями III ст. до н. е. Збіг цієї дати з часом появи у Причорномор'ї поховань прохорівського типу і взагалі активним розширенням ареалу прохорівської культури у зах. та пн.-зах. напрямках досить показовий. Саме цю міграцію сарматів більшість сучасних дослідників пов'язують зі згаданою у Діодора навалою на Скіфію.»[43] |
| «Зважаючи на всю сукупність археологічних даних, дестабілізація стає всеохопною тільки з 70-60-х рр. названого століття, коли під ударами номадів гине переважна частина незахищених поселень греків.»[44] |
Можливо, спочатку активність нових кочовиків була спрямована до Закавказзя, але отримавши відсіч від намісника частини Мідії Атропата між 328—324 р.р. до н. е., нові кочовики були вимушені змінити напрямок експансії.
Перша сутичка новоприбулих кочовиків з скіфами відбулася під час династичної війни на Боспорі у 310—309 рр. до н. е., і закінчилася повною поразкою від скіфо-боспорського війська на р. Фат, про що повідомляє Діодор (ΒΙΒΛΙΟΘΗΚΗΣ ΙΣΤΟΡΙΚΗΣ, XX, 22-24). Ім'я царя, що виступив спільником Евмела — Аріфарн (грец. Ἀριφάρνης) — не характерне для кочовиків цього регіону, але є досить поширеним у кочовиків Арало-Каспію.
Перша поразка, ймовірно, на деякий час призупинила активність новоприбулих савроматських об'єднань, але вже близько 80 р. ІІІ ст. до н. е. савромати фіксуються біля Херсонесу Таврійського, що свідчить про початок їх експансії вже вглиб території скіфів. Протягом 270—260 рр. до н. е. савромати не тільки продовжували свої балци на терена Скіфії, а, врешті-решт, поклали край домінуванню цього об'єднання. Додатковим свідченням занепаду Скіфії та панування савроматів у Пн. Причорномор'ї є інша епіграфічна пам'ятка — відомий Ольвійський декрет Протогену (IosPE I² 32), у якому кочовиків які загрожували Ольвіополісу названо сайї (грец. Σαΐωι), їх царя — Сайтафарн (грец. Σαϊταφάρνος), а описані події відбувалися у проміжку між 260—252 рр. до н. е.
Можливо припустити, що під впливом політичних (походи Олександра Македонського) та кліматичних (аридизація степів Арало-Каспію) змін савромати цього регіону були вимушені мігрувати на захід, де вступивши у конфлікт за пасовища зі Скіфським об'єднанням, приблизно до 260 р. до н. е. майже повністю захопили Пн. Причорноморські степи. Скіфія ще деякий час існувала як невелике державне утворення у Тавриці та Нижньому Подніпров'ї, певна частина скіфів мігрувала за Дунай, на територію Добруджі, де також утворили інше невелике державне об'єднання. Ці два об'єднання називалася Малими Скіфіями.
Третій уламок Скіфії ще півтора століття залишався у пониззі Дністра, т. зв. Тираспольська група (сер. III — кін. II ст. до н. е.), яка була змішаною ірано-гетською культурою, де політичною елітою були сармати.

## Хронологія основних подій історії Європейської Скіфії
- бл. 595 р. до н. е. — міграція скіфської орди з Пн. Кавказу до Пн. Причорномор'я, утворення Пн. Чорноморської Скіфії.
- бл. 514/512 р. до н. е. — провальна кампанія Дарія І на теренах Європейської Скіфії (Геродот, Історія, IV, 76)[53].
- 496 р. до н. е. — навала скіфів на Балкани (до Херсонеса Фракійського) (Геродот, Історія, VI, 40).
- близько 496 р. до н. е. — скіфо-спартанські переговори стосовно спільних військових акцій проти персів (Геродот, Історія, VI, 84).
- бл. 480—478 р. до н. е. — ініційований скіфами (Аріапейт?) перегляд взаємин між Пн. Понтійськими еллінами та скіфами. Посилення тиску на еллінів[54][30] Дипломатичні відносини з одріссами, агафірсами (Геродот, Історія, IV, 78).
- між 451 р. до н. е. та 446 р. до н. е. — Афіни вперше придбали триста скіфських лучників — полісних рабів-поліціянтів.[55]
- 438 р. до н. е. — затвердження у Боспорі Спартокідів, ймовірно родичів як одрисського так і скіфського правлячих домів. Переорієнтація скіфів з Пн.-Зах. Причорноморських полісів на Боспор (Діодор, Бібліотека, XX, 31).
- 390—364 р. до н. е. — скіфи спільники Боспору у війнах за Феодосію.
- бл. 380 — 365 р. до н. е. — Сіндику, в минулому васала скіфів, інкорпоровано до складу Боспору (Полієн, Стратегеми, VI, 9, 4).
- бл. 358 — 344 рр. до н. е. — скіфи встановлюють протекторат над полісами Добруджі, вдала війна проти трибаллів (Полієн, Стратегеми, VII, 44, 1).
- 352/1 — 345 рр. до н. е. — скіфо-гераклейські взаємини.[17]
- 339 р. до н. е. — поразка від Пилипа Македонського (Юстин, IX, 2).
- 331 р. до н. е. — знищення 30-тисячного війська Зопіріона (Юстин, XII, 2, 16; XXXVII, 3, 1.).
- до/ близько 328 р. до н. е. — нетривала війна з Боспором (ДЕМОСФЕН, XXXIV. «Проти Форміона о позиці»).
- 313/312 р. до н. е. — поразка від Лісімаха у Добруджі (Діодор, Бібліотека, XIX, 73).
- 310—309 рр. до н. е. — скіфи спільники законного спадкоємця у династичній війні на Боспорі (Діодор, Бібліотека, XX, 22-24).
- бл. 270-260-ті рр. до н. е. — захоплення пн. причорноморських степів сарматами. Утворення двох Малих Скіфій — Тавроскіфії та Малої (добруджійської) Скіфії.

## Цікаві факти

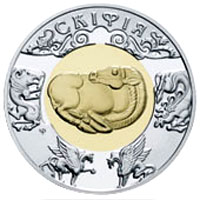
Монета НБУ присвячена Скіфії

- На честь об'єднання названо астероїд, відкритий 22 липня 1930 радянським астрономом Григорієм Неуйміном[56].

## Додатково
- Енциклопедія українознавства : Словникова частина : [в 11 т.] / Наукове товариство імені Шевченка ; гол. ред. проф., д-р Володимир Кубійович. — Париж — Нью-Йорк : Молоде життя, 1955—1995. — ISBN 5-7707-4049-3.
- Геродот із Галікарнасу. Опис Скитії. — Стейт Каледж, 1968. — 104 с.
- Історія України написана у V ст. до нашої ери Геродотом,
 перекл. Спасько С. К. — К.: ФОП Стебеляк О. М., 2012. — 144 с. ISBN 978-966-1635-18-9

## Інтернет-ресурси
- Скіфія. Царство Курганів.